# Pietro Dalle Vedove
Pietro Dalle Vedove (Cremona, 19 agosto 1903 – Cremona, 1º agosto 1956) è stato un calciatore italiano, di ruolo centrocampista.

## Carriera
Ha disputato la maggior parte della sua carriera professionistica nella Cremonese, con una parentesi in Serie A con la Roma nel 1929-1930. Con i grigiorossi ha giocato per otto stagioni debuttando il 28 dicembre 1924 nella partita Cremonese-Modena (1-0); in totale conta con la Cremonese 112 partite di campionato e 30 reti. In queste otto stagioni ha giocato anche 9 partite di Coppa CONI, realizzando 5 reti.
Ha militato successivamente nella Soresinese (1932-1933), ancora nella Cremonese e nel Fanfulla di Lodi.